# Авів
Авів (івр. אביב) — місяць новостиглого зерна (Вих. 13:4; 23:15); перший місяць єврейського духовного року, і сьомий — цивільного року.
Авів означає на івриті "зелений колос", або "дозріваючий колос", коли колос вже досяг свого розміру й визріває, тобто набирає крахмал. У місяць Авів це стосувалося до ячміня.
На 15-ий день місяця (приблизно 5 квітня), урожай починався збиранням снопа ячменю, що пропонувався Господу шістнадцятого числа (приблизно 6 квітня) (Лев. 23:4-11).
Авів починався приблизно на час весняного рівнодення, на  21 березня. Він був названий Нісан, після вавилонського полону (Неемія 2:1). 
14 Авів є біблійним днем Пасхи. У ніч 14 Авів євреї їли пасхальне ягня й вийшли з Єгипту. Саме на Пасхальний день був розіп’ятий Ісус Христос й на 17 Авів Він воскрес із мертвих. У сучасному юдаїзмі Песах святкується 15 числа.
Зі святих зборів 15 Авів починалося свято опрісноків (маци), що тривало 7 день й закінчувалося також святими зборами. Під час свята опрісноків юдеям заборонено мати що-небудь кисле (квасне) у хаті.
Найбільший мегаполіс Ізраїлю Тель-Авів включає у себе назву Авів й означає "пагорб дозріваючого колосу".
Абіб також єврейське чоловіче ім'я та прізвище.

## Джерело
- Біблійний словник Істона